# Micrathetis canifimbria
Micrathetis canifimbria är en fjärilsart som beskrevs av Walker 1866. Micrathetis canifimbria ingår i släktet Micrathetis och familjen nattflyn. Inga underarter finns listade i Catalogue of Life.